# Silappatikaram
Silappadikaram (tamoul : சிலப்பதிகாரம்) ou Le Roman de l'anneau est l'une des Cinq Grandes Épopées de la littérature tamoule ancienne. C'est le prince poète Ilango Adigal, un moine jaïn, que l'on considère comme l'auteur de cette œuvre. On dit de lui qu'il était le frère de Senguttuvan de la dynastie Chera. En tant qu'œuvre littéraire, elle est considérée avec beaucoup d'estime par les Tamouls.
La nature du livre est narrative, avec une tonalité moralisatrice sous-jacente. Il se compose de trois chapitres et compte un total de 5270 lignes de poésie. L'épopée tourne autour de l'héroïne Kannagi, qui, après avoir perdu son mari exécuté à la cour du roi Pandya, exerce sa vengeance sur son royaume.

## Présentation
Silappatikaram a été daté du Ier siècle, bien que l'auteur ait pu s'appuyer sur un conte folklorique préexistant pour élaborer cette histoire. On y conte l'histoire des trois royaumes tamouls de l'ancien temps, lorsque régnaient les Chola, les Pandya et les Chera. Silappatikaram présente de nombreuses références à des évènements et des personnalités historiques, bien qu'il ne soit pas considéré comme une source historique fiable par beaucoup d'historiens, du fait de l'inclusion de nombreuses exagérations d'évènements ou de réalisations des anciens rois tamouls. 
Considéré comme l'une des grandes manifestations du génie tamoul, le Silappatikaram fournit des détails sur la culture tamoule, sous une mise en forme poétique, et parle de ses diverses religions, des plans des villes et de leurs types, des brassages des populations grecque arabe, et tamoule, et des arts de la danse et de la musique.

## L’œuvre

### Personnages principaux

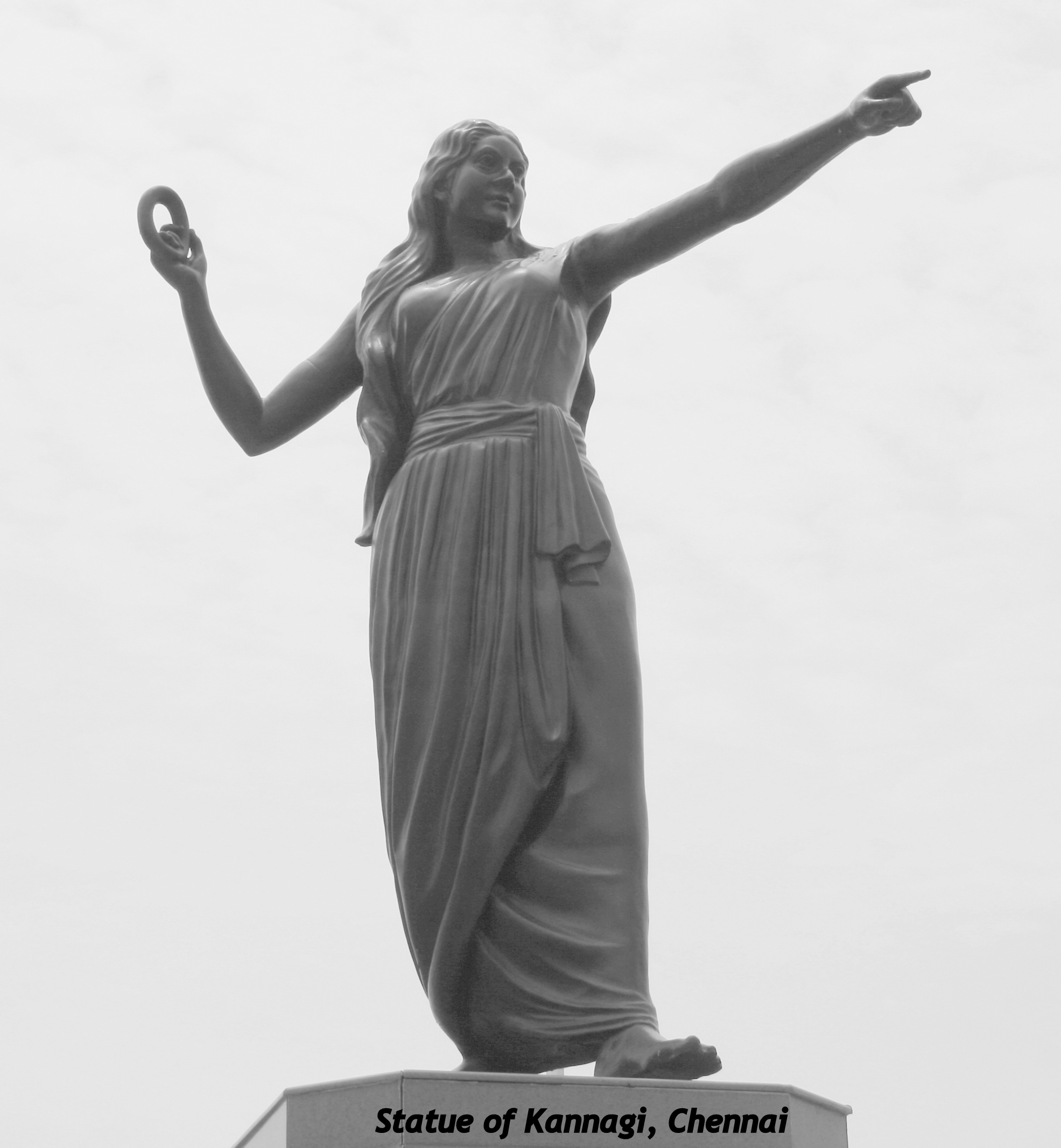
Statue de Kannagi à Madras.

- Kovalan - Fils d'un riche marchand de Puhar.
- Kannagi - Épouse de Kovalan.
- Masattuvan - un riche marchand de grain et le père de Kovalan.
- Madhavi - Une très belle courtisane et danseuse.
- Chitravathi - La mère de Madhavi.
- Vasavadaththai - Une amie de Madhavi.
- Kosigan - Le messager de Madhavi à Kovalan.
- Madalan - Un visiteur brahmane de Madurai venu de Puhar.
- Kavunthi Adigal - Une nonne jaïn.
- Neduncheliyan - Roi de Pandya.
- Kopperundevi - Reine de Pandya.

## Traduction
- Prince Ilango Adigal, Le Roman de l'anneau, trad. du tamoul Alain Daniélou et R. S. Desikan, « Connaissance de l'Orient », Gallimard.